# 극장판 포켓몬스터: 모두의 이야기
《극장판 포켓몬스터: 모두의 이야기》(일본어: 劇場版ポケットモンスター みんなの物語)는 2018년 7월 13일에 개봉한 극장판 포켓몬스터의 리부트작의 2번째 극장판이다. 한국에서는 2018년 12월 19일에 개봉되었다.

## 개요
본작은 무인편 리메이크 2번째 시리즈이다. 현 단계에서 공개되고 있는 영상이나 포스터에 담긴 지우의 비주얼은 이번에도 현재 방송 중인 《썬&문》이 아니라 무인 ~ 금은 편에 준하고 있다. 또한 오랜만에 3번째로 루기아가 주인공이 됐다.

## 등장인물
- 한지우
- 리사
- 카가치
- 토리토
- 히스이
- 라르고
- 로켓단

### 활약 포켓몬
- 피카츄
- 이브이
- 럭키
- 루기아
- 마릴
- 리아코
- 토게피
- 뽀뽀라
- 제라오라

## 게스트 등장인물

### 게스트 포켓몬
- 루기아

## 주제가
여는 곡
노래 -
작사 · 작곡 - 편곡:
한국어 더빙판 여는 곡
노래 -
닫는 곡
노래 - 브레스(ブレス)
작사 - 포르노 그라피티
한국어 더빙판 닫는 곡
노래 - 혜이니
작사 -

## 같이 보기
- 포켓몬스터